# Гальберт из Брюгге

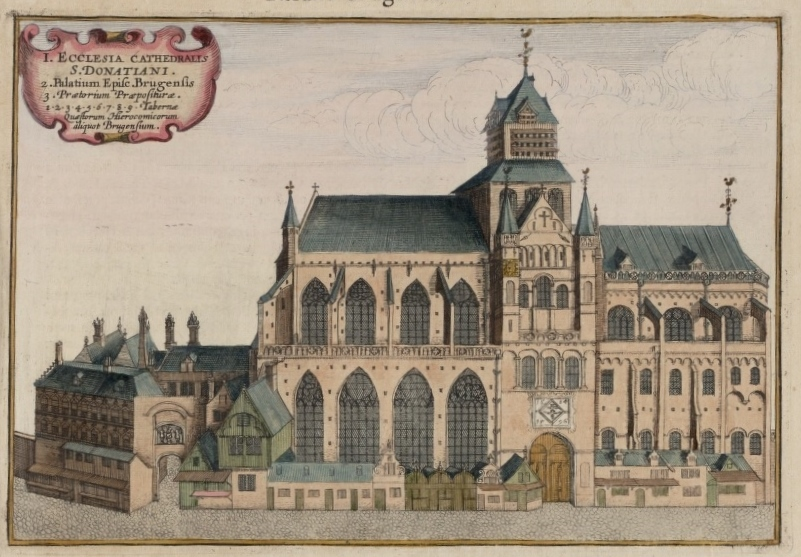
Церковь Св. Донатиана в Брюгге. Гравюра из «Иллюстрированной Фландрии» Антониуса Сандеруса (1641)

Гальберт из Брюгге (нидерл. Galbert van Brugge, фр. Galbert de Bruges, нем. Galbert von Brügge, лат. Galbertus Brugensis, или Galbertus Clericus; около 1070 — 1134) — фламандский священник, нотариус и хронист, автор латинского сочинения «О вероломном нападении, предательстве и убийстве преславного Карла, графа Фландрского» (лат. De multro, traditione, et occisione gloriosi Karoli comitis Flandriarum). Первый известный писатель-фламандец.

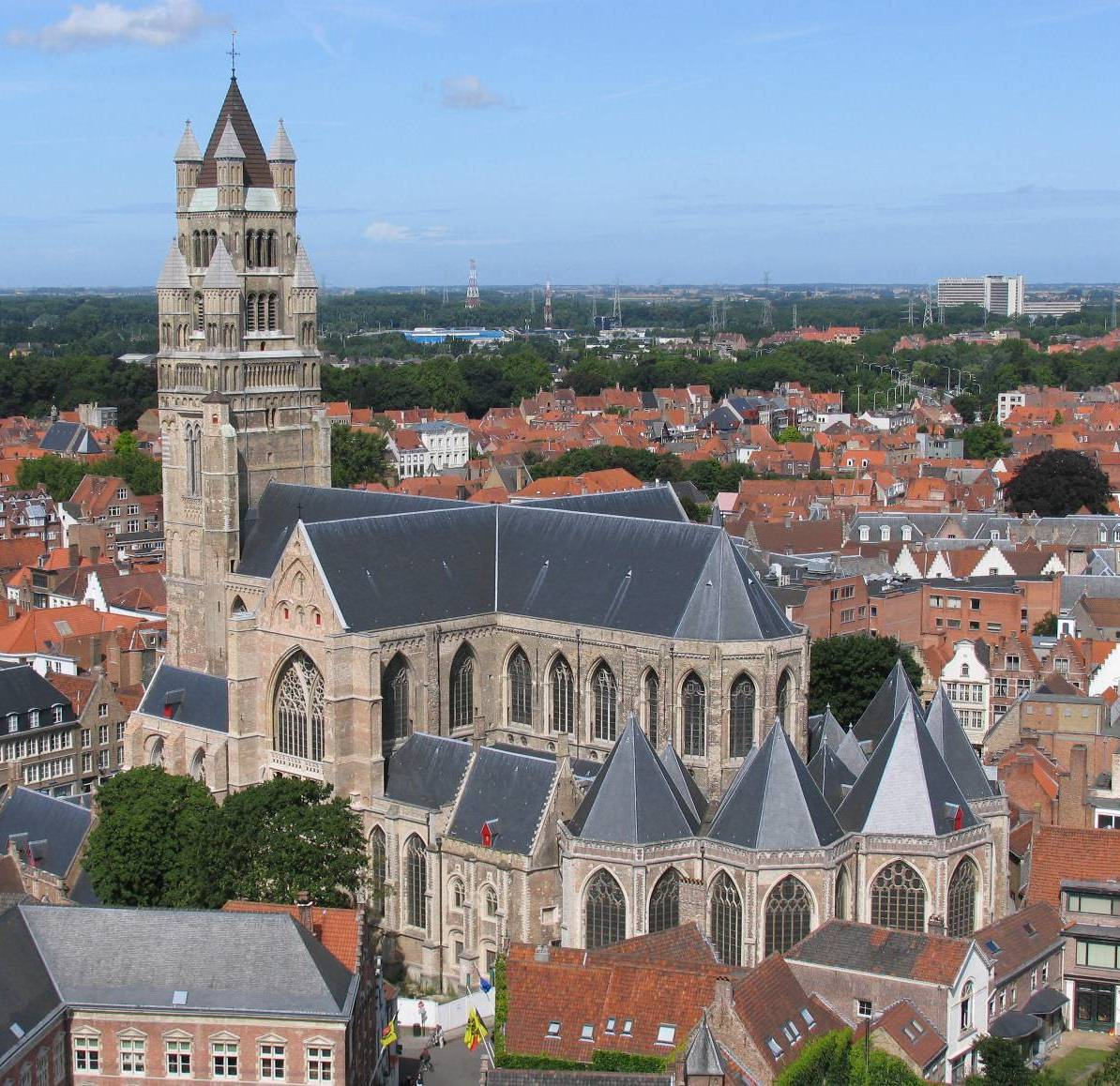
Кафедральный собор Христа Спасителя в Брюгге, 1116—1118 гг.

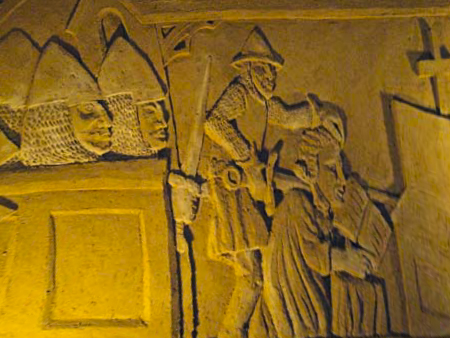
Убийство графа Карла Доброго. Деталь средневекового барельефа из церкви в Брюгге

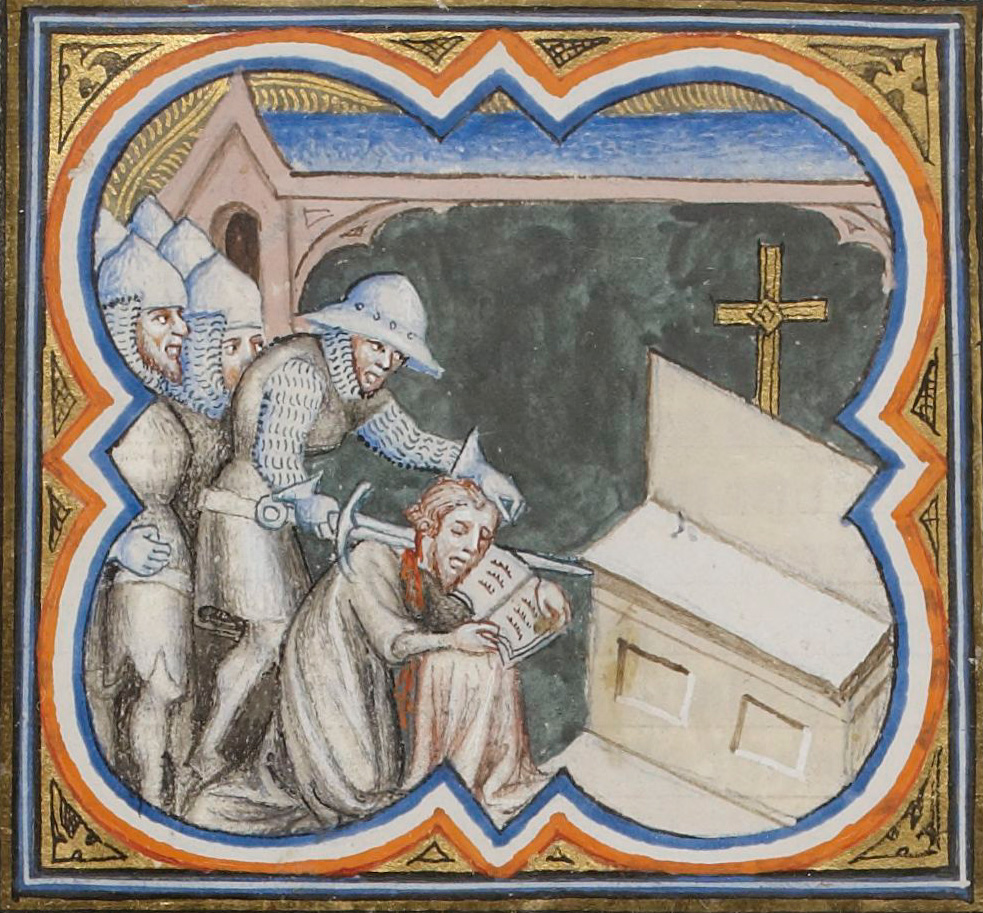
Убийство графа Карла Доброго. Миниатюра рукописи «Больших французских хроник» (1375—1380)

## Биография
Происхождение точно не установлено, вероятно, был выходцем из городского сословия Брюгге, где получил духовное образование. Служил каноником коллегиальной церкви Святого Донатиана или в городской администрации.
Известно, что начиная с 1089 года, когда замещавший своего отправившегося в паломничество отца Роберта I Фриза (1171—1193) будущий граф Фландрии Роберт II (1093—1111) назначил своим канцлером пробста коллегии Св. Донатиана, служители этого храма выполняли обязанности графских нотариусов. Поступив, как и его предшественники, на службу в местную замковую канцелярию фландрских графов, Гальберт получил доступ ко многим важным её документам.
Не позже 1128 года он составил подробный исторический отчёт, или дневник в 22 главах, посвящённый событиям, связанным с убийством в Брюгге во время мессы 2 марта 1127 года графа Карла Доброго, а также последовавшей за этим смуте во Фландрии, продолжавшейся до воцарения нового графа Тьерри Эльзасского, начиная с марта 1127 по июль 1128 года. В основу этого латинского сочинения, получившего название «О вероломном нападении, предательстве и убийстве преславного Карла, графа Фландрского» (лат. De multro, traditione, et occisione gloriosi Karoli comitis Flandriarum), предположительно легли собственные записи автора, делавшиеся им на восковых табличках.
Последнее упоминание Гальберта в качестве клирика (лат. clericus) церкви Св. Донатиана содержится во вкладной хартии вышеназванного Тьерри Эльзасского, датированной 1130 годом, после чего сведения о нём исчезают. Анализ документов коллегии Св. Донатиана позволяет предположить существование, как минимум, двух её членов, диакона и каноника, носивших подобное имя, которые подписались под актами от 1100, 1101, 1113, 1116 и 1129 гг., но ни один из них не может быть точно отождествлён с автором вышеназванного сочинения.
Вероятно, Гальберт скончался около 1134 года в Брюгге и был похоронен в своём храме, снесённом в 1799 году во время оккупации города французскими революционными войсками.

## Сочинение
Потомок датских королей граф Фландрии Карл Добрый (1119—1127), по матери являвшийся внуком Роберта I, соратник его сына Роберта II по Первому крестовому походу и близкий советник его внука Бодуэна II Секиры (1111—1119), являлся неординарной личностью, оставшись в народной памяти в качестве не только храброго и набожного рыцаря, но и справедливого и щедрого государя. Своей последовательной борьбой за установление и соблюдение «божьего мира» (лат. Pax Dei) он завоевал себе прочный авторитет у католической церкви, и в 1883 году официально канонизирован был папой Львом XIII.
Недолгое и не слишком успешное правление Карла обросло целым рядом легенд, к рождению которых, в числе прочих, приложил свою руку и хронист Гальберт. Нескрываемый пиетет, с которым превозносит он воинскую отвагу, благочестие и милосердие графа, попытавшегося, помимо прочего, сдержать во Фландрии рост цен на зерно в голодную зиму 1126/1127 года, заставляет некоторых исследователей, в частности, авторитетного французского историка-медиевиста Жоржа Дюби, предполагать, что изначальным замыслом его являлось создание чисто агиографического сочинения, прославляющего заслуги покойного перед церковью и государством, но его опередил в этом архидиакон Вальтер из Теруана.
Невзирая на то, что Карл Добрый, пришедший в 1119 году к власти при поддержке пробста церкви Св. Донатиана Бертульфа, в дальнейшем вступил в конфликт c роднёй последнего, уличив в незаконном присвоении титула одного из представителей клана Эрембальдов, Гальберт рассматривает его как воплощение идеального государя, способного поддержать порядок в графстве и обеспечить его внешнеполитический авторитет. В соответствии с оригинальными представлениями хрониста, основой организации общества является не церковь, а именно светское государство, представляемое как некое тело, управляемое как «головой» единым правителем (лат. princeps) — законодателем, кормильцем и посредником между богом и людьми. Опорой последнего является служилое сословие, рыцарство (лат. militia), главной функцией которого является защита страны и веры, и в первую очередь его лучшие представители, «пэры», или знать (лат. proceres, primates, premores), образующие коллегию вокруг графа, который, подобно своим предшественникам, мудро правит «по совету первейших» (лат. judicio principum).
Внизу иерархии Гальберта находится простой народ, выступающий преимущественно в качестве потребителя, а не подателя материальных благ. При этом он чётко различает зависимое крестьянство и городское сословие, лучшие представители которого, в том числе подобные ему самому «грамотеи», способны породниться с низшими слоями сословия военного. Хотя чиновничья служба, в представлении Гальберта, не столь почётна, как военная, она позволяет бюргерам сблизиться со знатью, примером чего является происхождение рода того же Бертульфа. Вместе с тем, Гальберт отмечает разобщённость и меркантилизм горожан, не упускающих случая пограбить вместе с «шайками разбойников», воспользовавшись беспорядками, последовавшими за убийством государя, сетуя на «власть денег», разрушающую выведенную им целостную систему, основанную на взаимно уравновешивающих трёх социальных функциях.
Бесспорным достоинством труда Гальберта как исторического источника является его фактологическая подробность. Выходец из городской среды, автор не только затрагивает политические интриги, военные походы, рыцарские турниры, сожжения ведьм и т. п., но и детально описывает современную ему городскую жизнь, включая как бытовые детали, так и социальные противоречия и противоборство коммунальных группировок, местами же его труд напоминает настоящий дневник военных действий. Помимо подробностей покушения на графа Карла, описываются даже подъёмные лестницы, с помощью которых штурмуют замок Брюгге восставшие вслед за этим горожане, и приводятся размышления приговорённых к казни организаторов и участников убийства во главе с Борсиардом.
Будучи патриотом своего города, Гальберт с удовлетворением отмечает, что заговорщикам, намеревавшимся привести к власти Вильгельма Ипрского, удалось привести к оммажу съехавшихся в его город купцов со всей Фландрии, но планы их сорвало восстание жителей Брюгге, поднятое графским шателеном Гервазием из Прэ. Вооружённые бюргеры осадили сторонников Эрембальдов в местном замке, а затем и в церкви Св. Донатиана, требуя от всех прибывавших в город рыцарей клятвы в верности графской власти.
После того как Вильгельм Ипрский потерпел неудачу, а вслед за ним и кузен Карла, граф Эно Балдуин IV, 20 марта 1127 года французский король Людовик VI высказался в пользу Вильгельма Клитона, торжественно встреченного в Аррасе фламандскими баронами, а 6 апреля вступившего в Брюгге, где он публично подтвердил привилегии местной коммуны. Однако летом того же года Клитон поссорился с фламандцами, сначала спровоцировав восстание в Лилле, а после подавления его вероломно потребовав от жителей Брюгге разорительного торгового налога тонльё. В результате последние присоединились к антифранцузской кампании в поддержку другого кузена графа Карла — Тьерри Эльзасского, обещавшего подтвердить привилегии и поддержанного также бюргерами Гента, Сент-Омера и Ипра. И лишь победа последнего над Клитоном, погибшим 27 июля 1128 года, позволила, наконец, восстановить в графстве и торговлю, и гражданский мир.
По-видимому, изначально Гальберт практически ежедневно заносил свои записи на восковые таблички, комментируя внутригородские события, сведения же о происходящем в провинции и других городах фиксировались им ретроспективно. В конечном итоге он расположил свои заметки в хронологическом порядке, перенеся их сведения на бумагу в латинском переводе. При этом, ссылаясь на документы, он не цитировал их дословно, ограничиваясь лишь передачей смысла и содержания.
Уникальность хроники Гальберта как очевидца и участника многих из описываемых им событий состоит в наличии развёрнутых личных комментариев и интерпретаций, которые позволяют причислить автора к «нетипичным» авторам своей эпохи, поскольку свидетельства его современников, в частности, вышеназванного Вальтера из Теруана и Германа из Турне, а также составлявшиеся в бенедиктинском аббатстве Св. Адальберта «Эгмондские анналы», по сути, содержат лишь фактологическое изложение событий и литературными достоинствами не обладают.
Всё это позволяет считать не слишком объективное, но в целом заслуживающее доверия сочинение Гальберта важным источником по истории не только борьбы европейских городских коммун с феодальными сеньорами, но и средневекового менталитета.

## Роль в истории нидерландской литературы иязыка
Анализ текста произведения Гальберта демонстрирует прекрасное знание автором не только живой канцелярской латыни, занимавшей промежуточное место между риторикой и языком повседневности, а также Священного писания, но и знакомство его с античными классиками, в частности, сочинениями Саллюстия, «Историей против язычников» Павла Орозия и трактатом «О граде Божьем» Блаженного Августина.
Содержательно и стилистически оно демонстрирует своё родство и с современной ему литературой крестоносцев, в частности, латинскими хрониками Альберта Аахенского, Бальдерика Бургулийского и Раймунда Ажильского. Это неудивительно, так как фламандцы играли заметную роль в Первом крестовом походе под руководством Готфрида Бульонского, а сам Гальберт мог разузнать его подробности из бесед с крестоносцами и их роднёй, в том числе из окружения графа Карла.
Хроника Гальберта из Брюгге является не только важным историческим источником, но и первым известным литературным произведением, написанным фламандцем. Официальным языком государства и церкви во времена Гальберта являлась латынь, но в разговорной речи происходила смена древненидерландского наречия средненидерландским, в основу которого лёг разговорный фламандский язык дитс (нидерл. diets). И хотя первым автором литературных произведений на новом языке считается живший полвека спустя поэт-миннезингер из Лимбурга Хендрик ван Вельдеке, определённый вклад в его формирование внёс и Гальберт, поскольку, помимо упоминания отдельных имён и названий, анализ текста его хроники позволяет утверждать, что оригинальные дневниковые записи для неё составлялись на средненидерландском.

## Рукописи и издания
Оригинальная рукопись хроники Гальберта утеряна была ещё в старину. Не позже XIV столетия с неё сделаны были две ранние копии, которые также не сохранились. Дошедшие до нас списки относятся уже к XVI и XVII векам.
Уже в конце XV века появился сокращённый перевод хроники Гальберта на среднефранцузский язык, ею пользовался историк Якоб де Мейер из Влетерена (1492—1552) для составления своих «[Исторических] комментариев, или анналов правителей Фландрии в 17 книгах» (лат. Commentarii Sive Annales rerum Flandricarum Libri septendecim), опубликованных в 1561 году в Антверпене, а также учёный каноник Ян Гурис из Андерлехта, опубликовавший в 1629 году в Брюгге «Житие и мученичество Карла Доброго, графа Фландрии» (нидерл. Het leven en de Martelie van Carolus Bonus, Graef van Vlaenderen).
В 1631 году отрывки из сочинения Гальберта включил в свою «Генеалогическую историю домов де Гин, д’Ардр, Гентского и де Куси» (фр. Histoire généalogique des maisons de Guines, d’Ardres, de Gand et de Coucy) историограф французского короля Андре Дюшен, а в 1668 году — в 8-й том «Деяний святых» бельгийские историки-иезуиты из конгрегации болландистов Годфруа Гешен и Даниэль Папенброх.
Однако в течение следующих полутора веков сочинение Гальберта не вызывало интереса со стороны историков, и в научный оборот было введено лишь после публикации в 1825 году французского его перевода в 9-м томе «Собрания мемуаров, относящихся к истории Франции», издававшегося под редакцией Франсуа Гизо. В 1856 году немецкий историк Рудольф А. Кёпке подготовил оригинальный текст для 12 тома Monumenta Germaniae Historica (MGH SS), а в 1891 году в Париже вышло академическое издание, заново отредактированное авторитетным исследователем истории средневековых городов Анри Пиренном. В 1959 году в Нью-Йорке выпущен был первый комментированный английский перевод, выполненный Дж. Б. Россом, как минимум, два раза, в 1967 и 1982 годах, переиздававшийся репринтным способом. В 1978 году опубликован был голландский перевод с предисловием и комментариями А. Демиттенара, а в 1990 году новый голландский перевод под редакцией бельгийского историка Рауля ван Канегема.
Новую научную публикацию хроники выпустил в 1994 году исследователь творчества Гальберта из Брюгге американский филолог-медиевист профессор Уэслианского университета (Мидлтаун (Коннектикут)) Джефф Райдер; им же подготовлен был в 2013 году её новый английский перевод.

## Память
- В честь Гальберта из Брюгге назван сорт местного эля «Galbert van Brugge», который варят на старинной пивоварне «Де Пруфе» (нидерл. De Proefbrouwerij) по заказу кампании Brugs Bierinstituut.
- Именем хрониста назван трёхзвездочный отель Galbert типа «постель и завтрак» (B&B), расположенный в Брюгге по адресу: Korte Riddersstraat, 2.

## Публикации
- Galbert de Bruges. Vie de Charles-le-Bon, comte de Flandre // Vie de Louis le Gros par Suger, abbè de St. Denis. Vie de Suger, Vie de Louis-le-Jeune par Guillaume de St. Denis. Vie de Charles-Le-Bon par Galbert. Éditée par M. Guizot. — Paris: J.-L.-J. Brière, Libraire de la Société de l'histoire de France, 1825. — pp. 231–433. — (Collection des mémoires relatifs а l'histoire de France, 9).
- Passio Karoli Comitis Auctore Galberto. Hrsg. von Rudolf Koepke // Monumenta Germaniae Historica. Edidit Georgius Heinricus Pertz. — Tomus XII. — Hannoverae, 1856. — pp. 561–619. — (Scriptorum).
- Histoire du meurtre de Charles le Bon, comte de Flandre (1127—1128) par Galbert de Bruges, suivie de poésies latines contemporaines. Publie d'après les Manuscrits avec une introduction et des notes par Henri Pirenne. — Paris: Alphonse Picard, 1891. — xli, 204 p. — (Collection de textes pour servir à l'etude et à l'enseignement de l'histoire, 10).
- Galbert of Bruges. The Murder of Charles the Good, edited and translated by James Bruce Ross. — New York: Harper and Row, 1967. — 368 p. — (Medieval Academy Reprints for Teaching, 12).
- Galbert de Bruges. Le Meurtre de Charles Le Bon. Trad. J. Gengoux. —  Anvers: Fond Mercator, 1978. — 274 p. — ISBN 978-9061530985.
- Galbert van Brugge. De moord op Karel de Goede, dagboek van de gebeurtenissen in de jaren 1127—1128. Vertaling uit het latijn door A. Demyttenaere. — Antwerp: Mercatorfonds, 1978. — 278 p. — ISBN 90-6153-097-0.
- Galbertus Brugensis. De multro, traditione, et occisione gloriosi Karoli comitis Flandriarum. Edited by Jeff Rider. — Turnhout: Brepols, 1994. — lxv, 225 p. — (Corpus Christianorum Continuatio Medievalis, 131). — ISBN 978-2-503-04311-1.
- Galbert of Bruges. The Murder of Charles the Good, edited and translated by James Bruce Ross. — New York: Columbia University Press, 2005. — 368 p. — (Records of Western Civilization Series). — ISBN 978-0231136709.
- Galbert of Bruges. The Murder, Betrayal, and Slaughter of the Glorious Charles, Count of Flanders, edited and translated by Jeff Rider. — New Haven and London: Yale University Press, 2013. — lxxvi, 220 p.— ISBN 978-0-300-15230-2.